# Allak-dong
Allak-dong (koreanska: 안락동) är en stadsdel i Busan, i den sydöstra delen av Sydkorea, 300 km sydost om huvudstaden Seoul. Den ligger i stadsdistriktet Dongnae-gu.

## Indelning
Administrativt är Allak-dong indelat i:
| Namn    | Namn             | Yta km² | Invånare 31 dec 2019 |
| ------- | ---------------- | ------- | -------------------- |
| 안락1동 | Allak 1(il)-dong | 0,92    | 15 299               |
| 안락2동 | Allak 2(i)-dong  | 1,39    | 29 130               |